# Varga József (vegyészmérnök, 1891–1956)
| Varga József. Helytörténeti gyűjtemény. Balatonalmádi, Balatonfüred, Zirc. | Varga József. Helytörténeti gyűjtemény. Balatonalmádi, Balatonfüred, Zirc. |
| Kattints az alábbi külső linkek egyikére!                                  | Kattints az alábbi külső linkek egyikére!                                  |
| -------------------------------------------------------------------------- | -------------------------------------------------------------------------- |
| Nem található szabad kép.(?)                                               |                                                                            |
| külső link · jogvédett                                                     | Varga József                                                               |

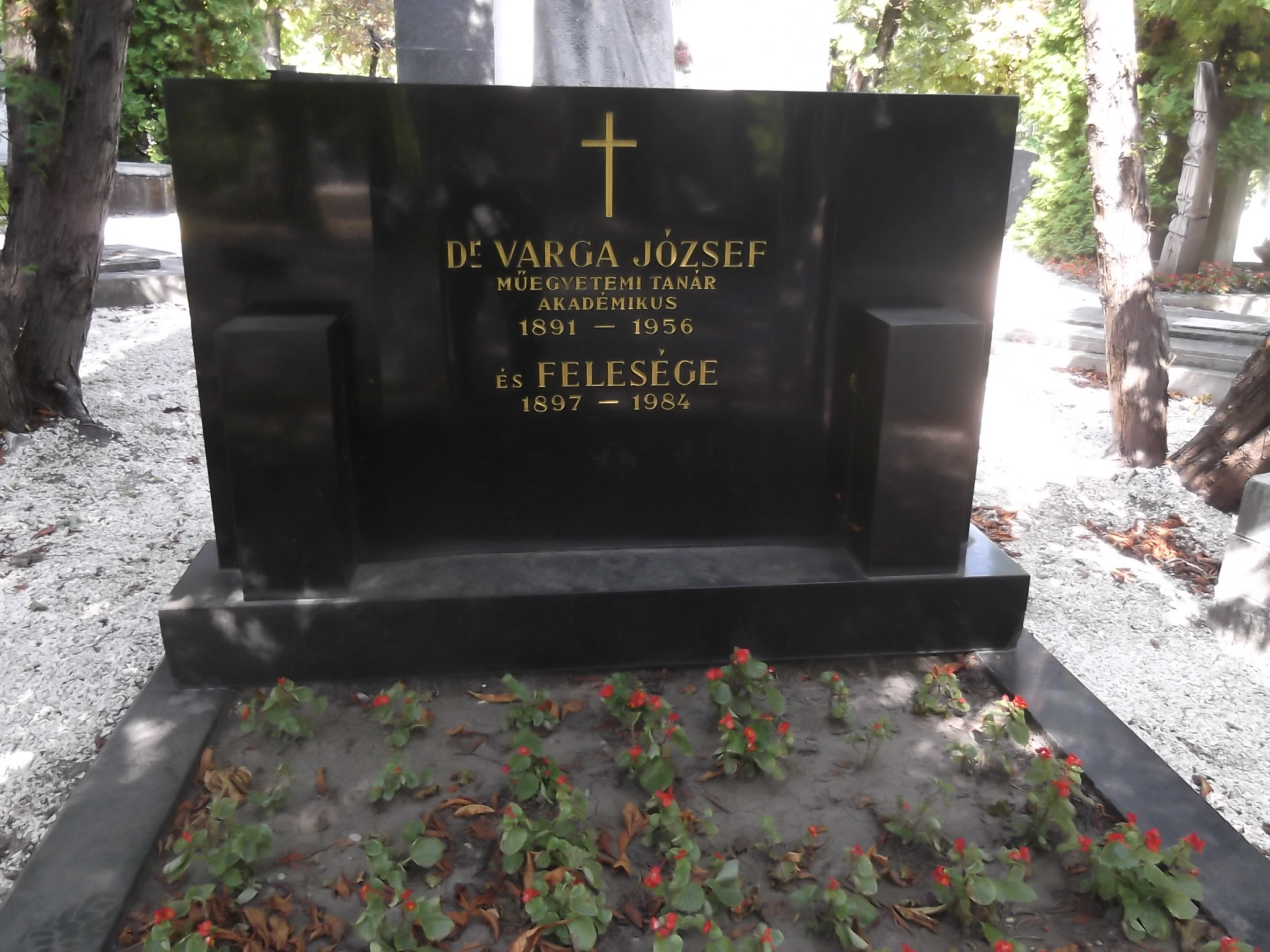
Varga József és felesége sírja a Farkasréti temetőben. (Akadémiai körönd: 1-21/22)

Varga József (Budapest, 1891. február 8. – Budapest, 1956. december 28.) Corvin-koszorús és kétszeres Kossuth-díjas magyar vegyészmérnök, gazdaságpolitikus, egyetemi tanár, a Magyar Tudományos Akadémia rendes tagja. Fő kutatási területe a közép- és nagy nyomás alatti szénhidrogén-kémiai folyamatok reakciókinetikai vizsgálata volt. Nemzetközi szinten is elismert ipari eljárást dolgozott ki a műbenzin, gázolaj és fűtőolaj előállítására a kőszén és kőolaj katalitikus hidrogénezése, hidrokrakkolása útján (ún. Varga-eljárás). 1939 és 1943 között Magyarország iparügyi, valamint kereskedelem- és közlekedésügyi minisztere volt.

## Életútja
A II. kerületi fő-reálgimnáziumot 1908-ban végezte el, 1912-ben pedig vegyészmérnöki oklevelet szerzett a budapesti Királyi József Műegyetemen. 1913-tól a műegyetem elektrokémiai tanszékén dolgozott Szarvasy Imre tanársegédjeként, 1915-től adjunktusaként. Időközben 1916-ban a műegyetemen megszerezte a műszaki doktori oklevelet is, 1920-ban pedig magántanárrá habilitált Az elektromos kisülések kémiai hatása című tárgykörből. A betegeskedő Szarvasy, s a fizetés nélküli szabadságon lévő Pfeifer Ignác helyett egyre több előadást tartott a műegyetem elektrokémiai és kémiai technológiai tanszékein. 1923-ban saját katedrát kapott, s a kémiai technológia nyilvános rendes tanára volt 1939-ig. Egyidejűleg 1930 és 1933 között az egyetemes és vegyészmérnöki osztály (kar) dékáni feladatait is ellátta.
1939 májusában elhagyta az egyetemi oktatói pályát, amikor az iparügyi minisztérium államtitkárává nevezték ki. 1939 júliusában átvette elődjétől a tárca vezetését, és 1943 márciusáig, lemondásáig töltötte be a miniszteri posztot – 1940-től magyar királyi titkos tanácsosi címmel – a Teleki-, a Bárdossy- és a Kállay-kormányok alatt. Ezzel párhuzamosan 1939 októberétől ugyancsak 1943 márciusáig a kereskedelem- és közlekedésügyi minisztérium vezetését is rábízták. 1939-től 1944-ig Szeged képviseletében a Magyar Élet Pártjának országgyűlési képviselője volt.
A közigazgatásból való visszavonulását követően, 1943-tól 1952-ig folytatta oktatói pályáját mint a budapesti műegyetem kémiai technológiai tanszékének nyilvános rendes tanára. Ezzel párhuzamosan 1943–1945-ben a Magyar Általános Kőszénbánya Rt. elnöke volt, 1951-ben pedig az általa szervezett és alapított Nagynyomású Kísérleti Intézet első igazgatójává nevezték ki. 1952-től haláláig a Veszprémi Vegyipari Egyetem ásványolaj- és szénfeldolgozó ipari tanszékén folyó oktató- és kutatómunkát irányította tanszékvezető egyetemi tanárként. Élete utolsó éveiben ismét aktívan részt vett a közéletben, 1954-től haláláig elnökségi tagja volt a Hazafias Népfront országos tanácsának.

## Munkássága
Legjelentősebb eredményeit az ásványi nyersanyagok, főként a szénhidrogének közép- és nagy nyomású technológiával történő ipari feldolgozása, a vonatkozó kémiai technológia fejlesztése terén érte el. Pályája legelején főként a metán klórozása foglalkoztatta, kidolgozta a metanol szintetizálási eljárását metil-kloridból. Első számottevő eredménye a magyarsárosi gázkitörés helyszínén az általa kifejlesztett földgázhőbontó kemence 1917-es üzembe helyezése volt, amelynek segítségével a metánt hidrogénre, hamumentes koromra és elektródgyártásra alkalmas szénre bontották le. Az 1920-as években érdeklődése a gánti és halimbai bauxit vizsgálatára irányult, s kidolgozta a bauxitcement előállítására alkalmas eljárás részleteit (utóbb technológiája, a cement dekomponálódása miatt, sikertelennek bizonyult).
Ugyancsak az 1920-as években kezdte tanulmányozni a kőszén és a szénlepárlási termékek, valamint az ásványolajak ipari feldolgozásának, katalitikus hidrogénezésének lehetőségeit, Magyarországon elsőként nagy nyomású autokláv alkalmazásával. E téren nemzetközi sikereket ért el a Varga-féle hidrokrakkolási eljárás kidolgozásával. 1928-ban a tatai szén cseppfolyósítására vonatkozó molibdén–volfrám katalizátoros kísérletei eredményeként kimutatta, hogy a szénhidrogénekben lévő kén-hidrogén növeli a hidrogénező katalizátor aktivitását (Varga-effektus). Ez a felismerés lett az alapja a nagy kén- és bitumentartalmú kőolaj- és motorolaj-maradékokból, kőszénkátrányból jó minőségű kénmentes gázolaj és fűtőolaj, műbenzin (szekunder benzin) előállítását lehetővé tevő hidrokrakkolási eljárásnak. A korábbi, 700 atmoszféranyomáson zajló technológiával szemben 65–70 atmoszféra nyomáson, 430–450 Celsius-fokon, 1%-nyi hidrogén felhasználásával és kénvegyületek adagolásával ily módon a 3%-os kén- és 70%-os pakuratartalmú nagylengyeli ásványolajból 80–85%-nyi kénmentes gázolaj gyártása vált lehetővé (szemben a desztillálás 48%-os vagy a kokszolás 67%-os eredményével). Eljárását szabadalmaztatta, s 1935-ben Pétfürdőn megalakult a Magyar Hydrobenzin Rt., ahol az elkövetkező években a Varga-eljárás alkalmazásával magyar barnakőszenek kátrányolajának hidrogénezésével műbenzint állítottak elő. Ugyancsak a Varga-féle hidrokrakkolási eljárás nagyüzemi technológiájának kikísérletezésére és fejlesztésére állt fel később, az 1950-es évek elején az NDK-beli Böhlenben, az Otto Grotewohl Kombinát szervezeti keretein belül a Magyar–Német Varga Tanulmányi Társaság. Az említett tudományos eredményeken túl Varga sikereket ért el a nagy nyomású jódkatalizátoros hidrogénezés, Freund Mihállyal a bután és benzinpárlatok katalitikus dehidrogénezése terén.
Politikusként és tanárként egyaránt sokat tett a vegyipar fejlesztéséért és a kutatóintézeti hálózat megteremtéséért. Miniszterként a hazai ipari termelés kapacitásának bővítéséért küzdött; minisztersége alatt tárták fel a lispeszentadorjáni kőolajmezőket, ekkor indult meg az Almásfüzitői Timföldgyár építése, bővítették az ajkai hőerőművet és a péti nitrogénműveket. Noha mandátuma a második világháború éveire esett, mindvégig a magyar kormányok háborúellenes frakciójához tartozott, Magyarország semlegességét támogatta. Az 1941. június 26-ai minisztertanácson – Keresztes-Fischer Ferenccel együtt – a Szovjetunióval való hadi állapot megállapítása ellen szavazott. Műegyetemi kémiai technológiai tanszéke élén egyetemi munkatársaival közösen megszervezte a Nehézvegyipari Kutatóintézetet (1949), a Nagynyomású Kísérleti Intézetet (amelynek 1951-ben alapító igazgatója is volt) és a Magyar Ásványolaj- és Földgázkísérleti Intézetet (1952). Ugyancsak közreműködött a Veszprémi Vegyipari Egyetem megalapításában (1951), amelynek első rektora tanszéki adjunktusa, Polinszky Károly lett.
Könyvei és egyetemi jegyzetei mellett mintegy 150 szakcikket, tanulmányt adott közre bel- és külföldi folyóiratokban, tanulmánykötetekben.

### Társasági tagságai és elismerései
1932-ben a Magyar Tudományos Akadémia levelező, 1946-ban rendes tagjává választották, az akadémiai testületben elnöke volt a szervetlen technológiai főbizottságnak, valamint a széntechnológiai bizottságnak. Több hazai tudományos, szakmai szervezetben töltött be vezető szerepet: tagja volt a Magyar Gazdaságkutató Intézet elnöki tanácsának, 1930-tól alapító elnöke a Magyar Ásványolaj Bizottságnak, elnökségi tagja a Magyar Kémikusok Egyesületének, 1940-től tiszteleti tagja az Országos Magyar Iparművészeti Tanácsnak.
Tudományos eredményei elismeréseként 1942-ben Corvin-koszorút kapott. 1950-ben a hazai ásványolajak aromás vegyületekké való átalakításának általa kidolgozott módszereiért a Kossuth-díj ezüst fokozatát, 1952-ben pedig a szerves kémia terén elért elméleti és gyakorlati jelentőségű eredményeiért a kitüntetés arany fokozatát vehette át. 1957-ben posztumusz ítélték neki oda a Wartha Vince-emlékérmet. Ezek mellett kitüntetettje volt a Szocialista Munkáért Érdeméremnek (1953) és a Munka Érdemrendnek (1956).

### Főbb művei
- A szervezés alapelvei. Budapest: Mérnöki Továbbképző Intézet. 1944.
- Kátrányok és ásványolaj-maradványok hidrogénezése. Budapest: k. n. 1948.
- Kémiai technológia I–II: Egyetemi tankönyv. Budapest: Tankönyvkiadó. 1953–1959.   (Polinszky Károllyal)